# Roger O'Donnell
Roger O'Donnell, (29 de octubre de 1955) es un teclista británico, conocido por su trabajo con The Cure y The Psychedelic Furs. También ha colaborado con The Thompson Twins, Berlin, y ha desarrollado una carrera en solitario muy activa.

## Vida y carrera musical
Roger O'Donnell nació en una familia de músicos. Su familia apoyó su carrera musical desde el primer momento. O'Donnell dejó la escuela de arte para comenzar una carrera profesional como músico. Su primera actuación profesional tuvo lugar en 1976 (año de formación de The Cure, en el ayuntamiento de Oxford, en el grupo de Arthur Brown, icono del pop británico.
A comienzos de los años 80, durante su involucración con The Thompson Twins, Berlin y The Psychedelic Furs, O'Donnell se convirtió en un gran fan de algunos sintetizadores producidos por Sequential Circuits, como el clásico Prophet 5, el Prophet T8 o el Prophet VS.

### Actividad con The Cure
En 1987, O'Donnell, amigo desde mucho tiempo atrás de Boris Williams, se unió como teclista a The Cure, en sustitución de Lol Tolhurst. Tocó con la banda durante el tour de Kiss Me, Kiss Me, Kiss Me, apareció en los vídeos musicales de "Just Like Heaven" y "Hot Hot Hot!!!" y se le puede encontrar en el arte promocional del tour, a pesar de que no participó en la grabación del álbum. La entrada de O'Donnell a los teclados permitió a Porl Thompson enfocarse de manera completa en la guitarra, en lugar de ayudar a Tolhurst en los teclados en muchas canciones. Algunas de las actuaciones de O'Donnell durante el tour pueden ser escuchadas en la reedición deluxe Kiss Me, Kiss Me, Kiss Me
Durante la grabación del siguiente álbum, Disintegration, se convirtió en un miembro a tiempo completo de la banda. Sus contribuciones a la composición pueden ser escuchadas en las canciones "Untitled" y "Fear of Ghosts," cara-b del sencillo "Lovesong." Durante esta época, también participa en el álbum en directo Entreat.
Tras el tour de la banda de 1989 para Disintegration, las tensiones internas del grupo se acentuaron. O'Donnell deja la banda momentáneamente en 1990 por diferencias de opinión con el resto de miembros.
O'Donnell volvió a la banda en 1995 y colaboró en la grabación de Wild Mood Swings, Bloodflowers, y The Cure. También aparece en el DVD en directo Trilogy. En este periodo O'Donnell introdujo a The Cure a la grabación digital.
A comienzos de 2005, O'Donnell comenzó a trabajar en su álbum en solitario The Truth In Me. A pesar de ello, afirmaba que no tenía intención de dejar The Cure. No obstante, en mayo de aquel mismo año, Robert Smith decidió reformar el grupo, prescindiendo de O'Donnell y Perry Bamonte. Smith comunicó a O'Donnell su decisión por correo electrónico. Tras su salida de los Cure, el grupo no tuvo teclista entre 2005 y 2011, y Smith ha anunciado que no tiene intención de reclutar teclista de ahora en adelante.
Tanto Roger O'Donell como Perry Bamonte fueron rápidamente sustituidos por Porl Thompson, que volvía a la formación.
En 2011, Roger regresa a The Cure, tras la serie de conciertos "Reflections".